# Noșlac, Alba
Noșlac (în maghiară Marosnagylak, în germană Großhaus) este satul de reședință al comunei cu același nume din județul Alba, Transilvania, România.

## Așezare
Localitatea Noșlac este situată în lunca și pe terasele de pe stânga Văii Mureșului, în zona de contact cu Podișul Târnavelor. 

## Istoric
Pe teritoriul așezării au fost descoperite între 1963-1970 vestigiile unor așezări omenești din Neolitic (Cultura Petrești – sf. mileniului III î.C.), din Epoca Bronzului (Cultura Wietenberg – sec. XVI-XIII î.C.), precum și urmele unei așezări rurale romane datând din sec. II-III d.C. în care s-au găsit vase de ceramică dacice și romane.
În arealul satului Noșlac, menționat documentar, prima oară, în 1288, a fost identificată o necropolă din sec. IV-VII și urme de locuire în bordeie, în care s-au găsit vase din ceramică daco-romane (fructiere, urne funerare etc.), fibule, aplice de tip avar etc.
Familia Rațiu de Noșlac, nobili români transilvăneni, își are originile în această localitate, existența familiei fiind atestată de la sfârșitul sec. XIII-începutul sec. XIV.
Pe Harta Iosefină a Transilvaniei din 1769-1773 (Sectio 140) localitatea apare sub numele de „Nagy Lák”.

## Demografie
La recensământul din 1930 au fost înregistrați 1.204 locuitori, dintre care 772 români, 385 maghiari, 39 țigani, 7 evrei și 1 armean.
Sub aspect confesional, populația era alcătuită în 1930 din 753 greco-catolici, 347 reformați, 34 baptiști, 31 romano-catolici, 30 ortodocși, 7 mozaici și 2 unitarieni.

## Obiective turistice
- Situri arheologice (cultura "Petrești", mileniul III î.C. și cultura "Wietenberg" sec. XVI-XIII î.C.).
- Mică așezare romană (sec. II-III).
- Necropolă, cu inventar (sec. IV-VII).

## Lăcașuri de cult
- Biserica Reformată-Calvină din sec. al XIII-lea, construită în stil gotic, cu două turnuri. Unul din clopote este din anul 1667.[4]
- Biserica de lemn "Sf. Arhangheli Mihail și Gavril" din anul 1802, cu picturi interioare din 1822, greco-catolică, trecută în anul 1948 în folosința ortodocșilor.

Ambele biserici sunt înscrise pe lista monumentelor istorice din județul Alba elaborată de Ministerul Culturii și Patrimoniului Național din România în anul 2010.

## Personalități
- Familia Rațiu își are obârșia în această localitate. Amintit în anale istorice este Thomas de Nagylak, la 1396. Numele de familie (Rațiu) a derivat ulterior de la porecla dată familiei de către vecini (Racz sau Ratz).

## Galerie de imagini

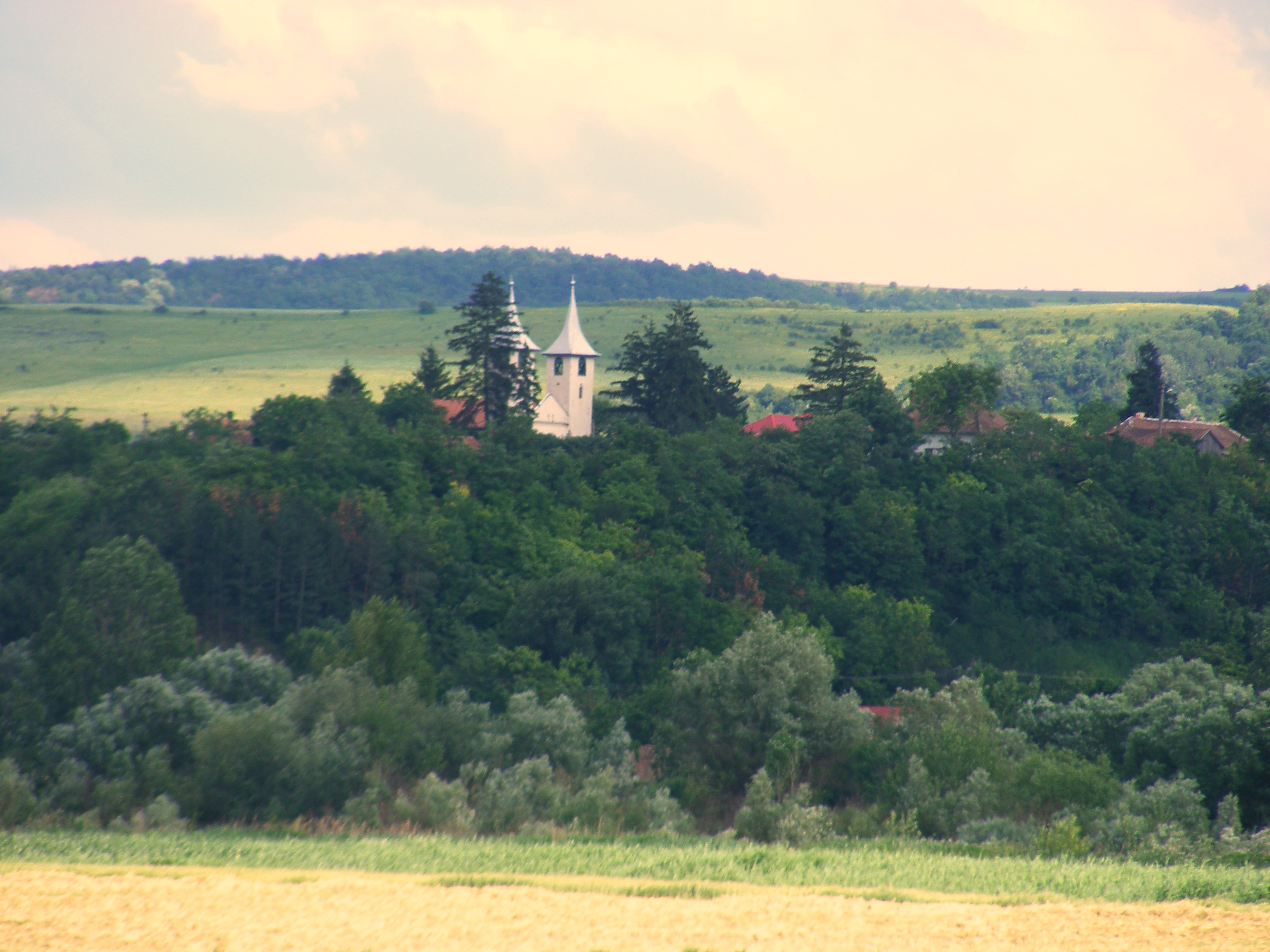
Noşlac